# Vlkolínské ľuky
Vlkolínské ľuky – dawna duża pasterska hala w Wielkiej  Fatrze na Słowacji. Znajdowała się na północno-wschodnim grzbiecie szczytu Malinné, u południowo-zachodniego podnóża szczytu Malinô Brdo, na przełęczy między nimi, a także opadała na południowy wschód na przełęcz Pod Sidorovom. Ciągnęła się od szczytu Malinné (1209 m) w dół  po wypłaszczenie przełęczy Pod Sidorovom i należała do miejscowości Vlkolínec. Obecnie jej większość zajmuje ośrodek narciarski Ružomberok. Na dawnej hali znajduje się kilka jego wyciągów narciarskich i 7 tras zjazdowych. Na płaskim terenie pod skałą Malinô Brdo wybudowano hotel „Malina”, na przełęczy dolne stacje wyciągów narciarskich, dwa bufety, a u północno-zachodnich podnóży grzbietu Malinô Brdo hotel Májekova chata i zespół niewielkich domków (chaty). 
Obecnie nazwa Vlkolínské ľuky funkcjonuje jak oznaczenie skrzyżowania szlaków turystyki pieszej i rowerowej u północno-zachodniego podnóża Sidorova (jest tutaj mini ZOO).

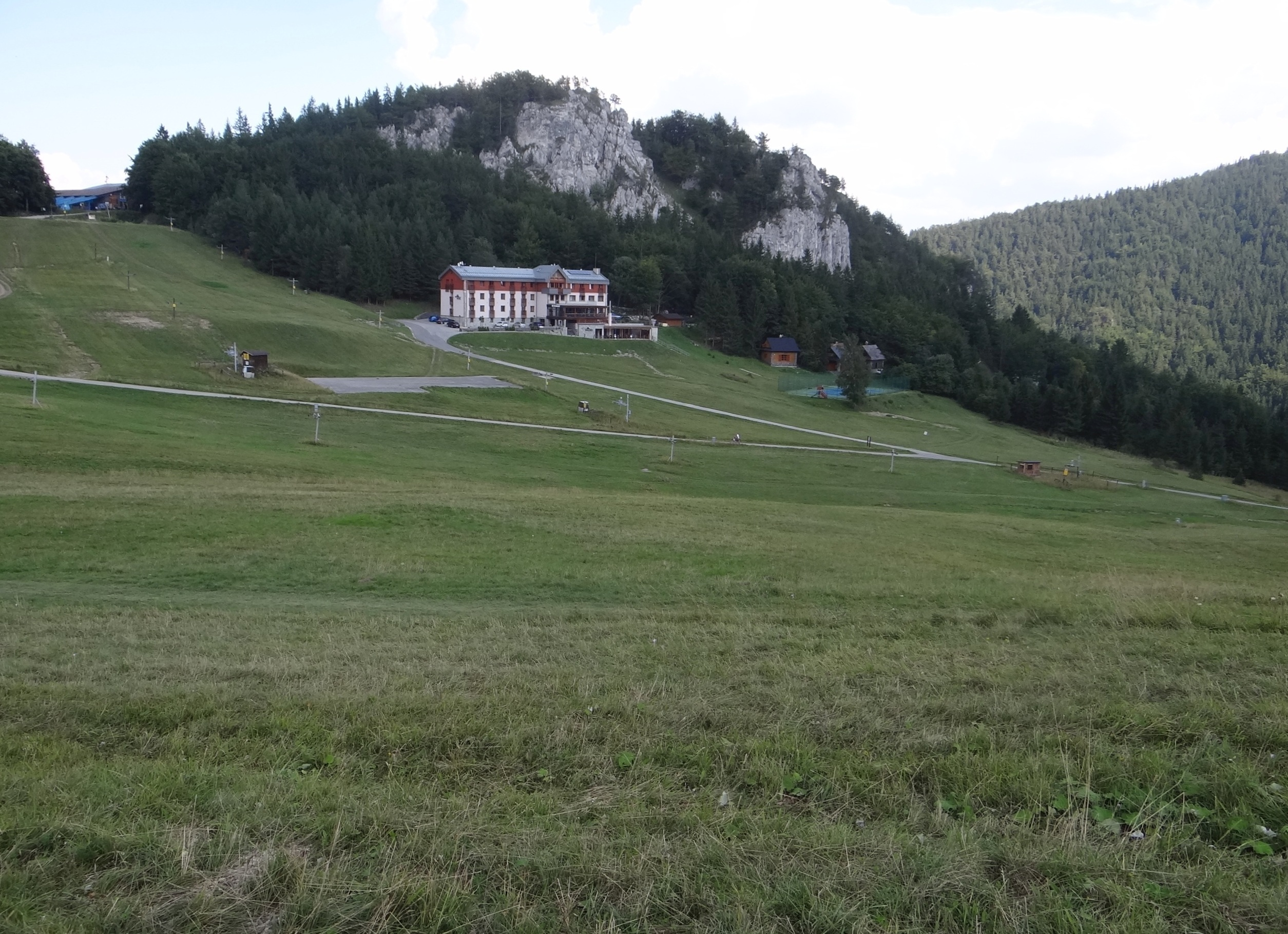
Hotel "Malina"
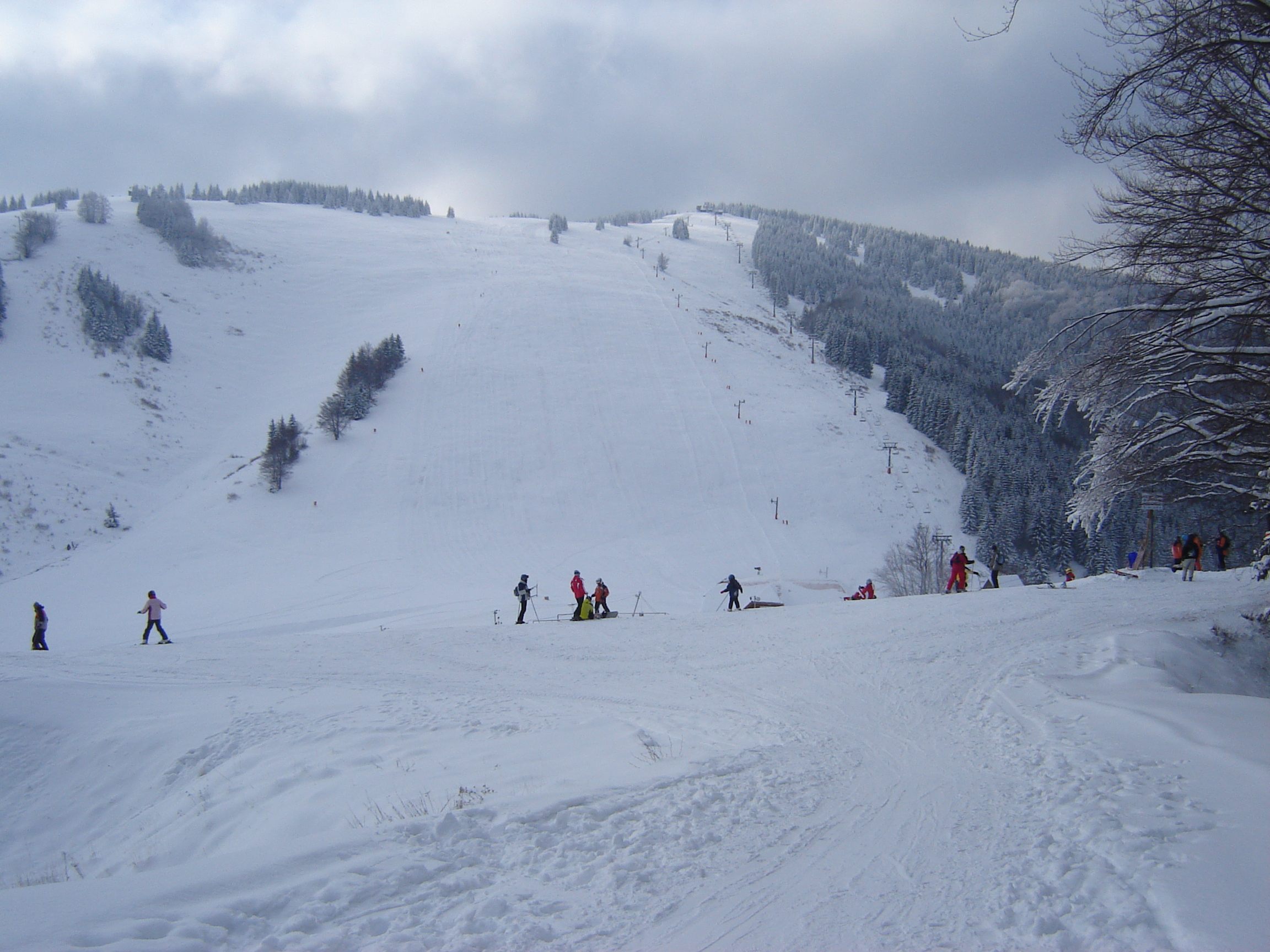
Główny stok narciarski
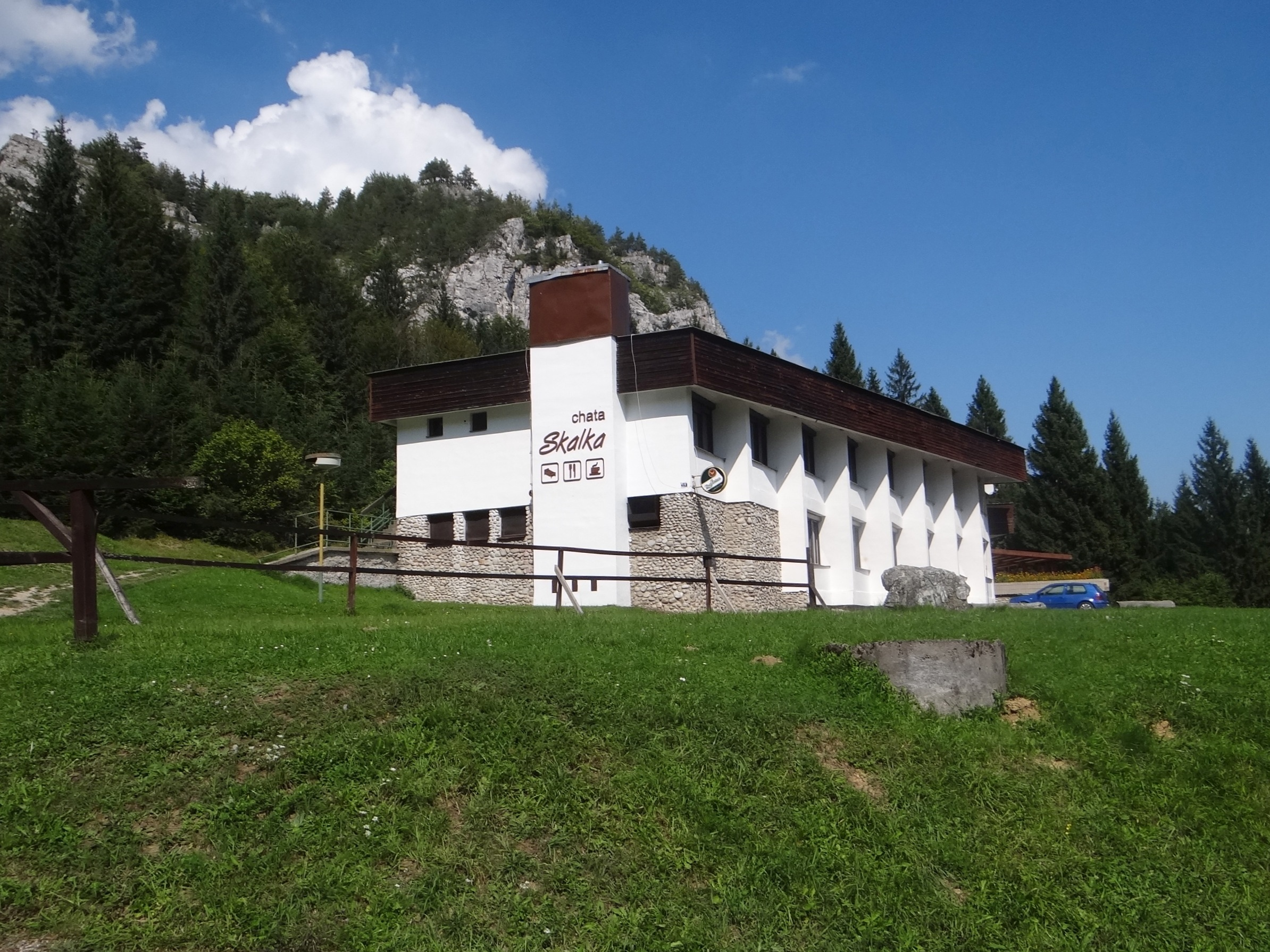
Chata "Skalka"
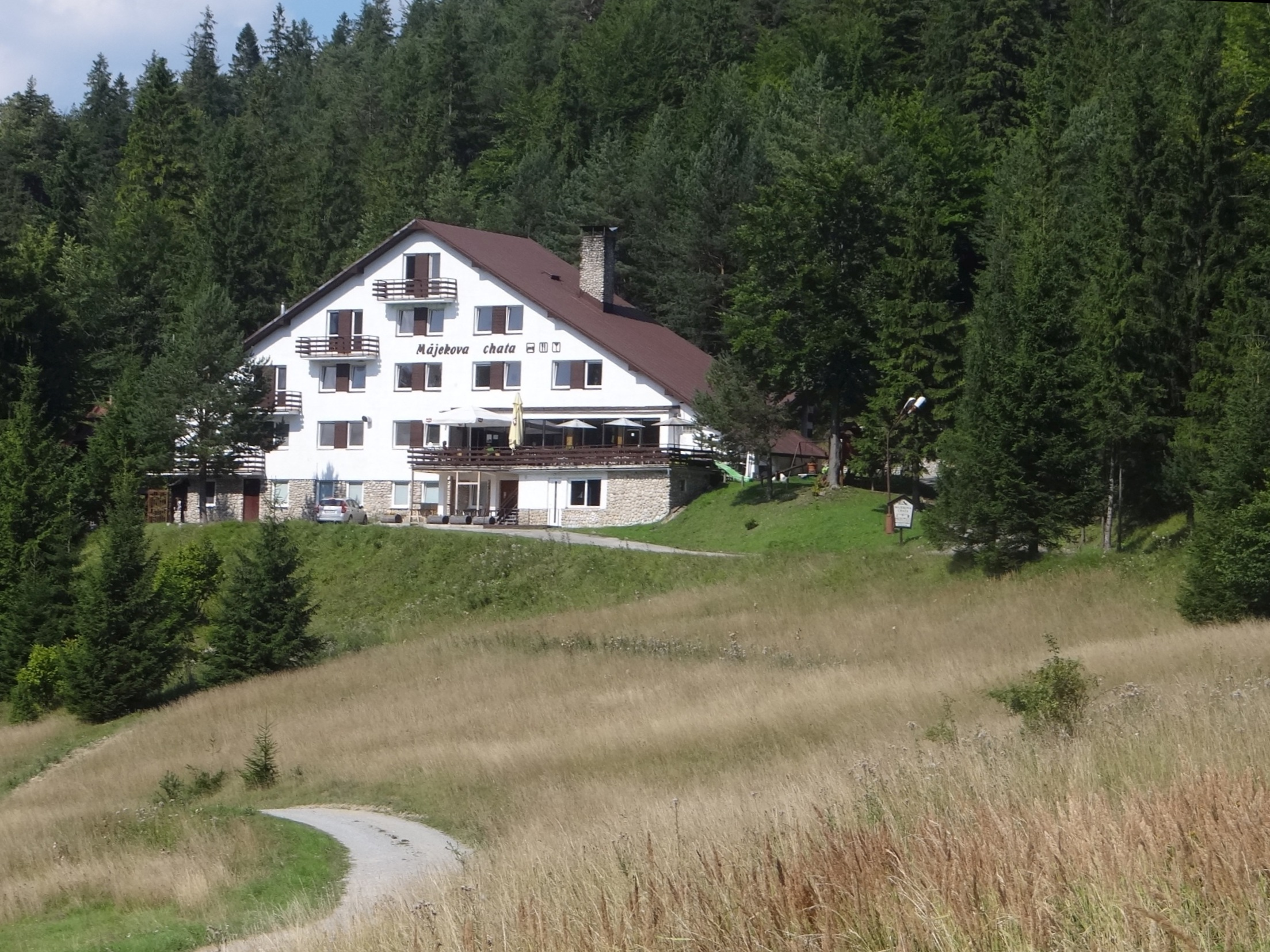
"Májekova chata"
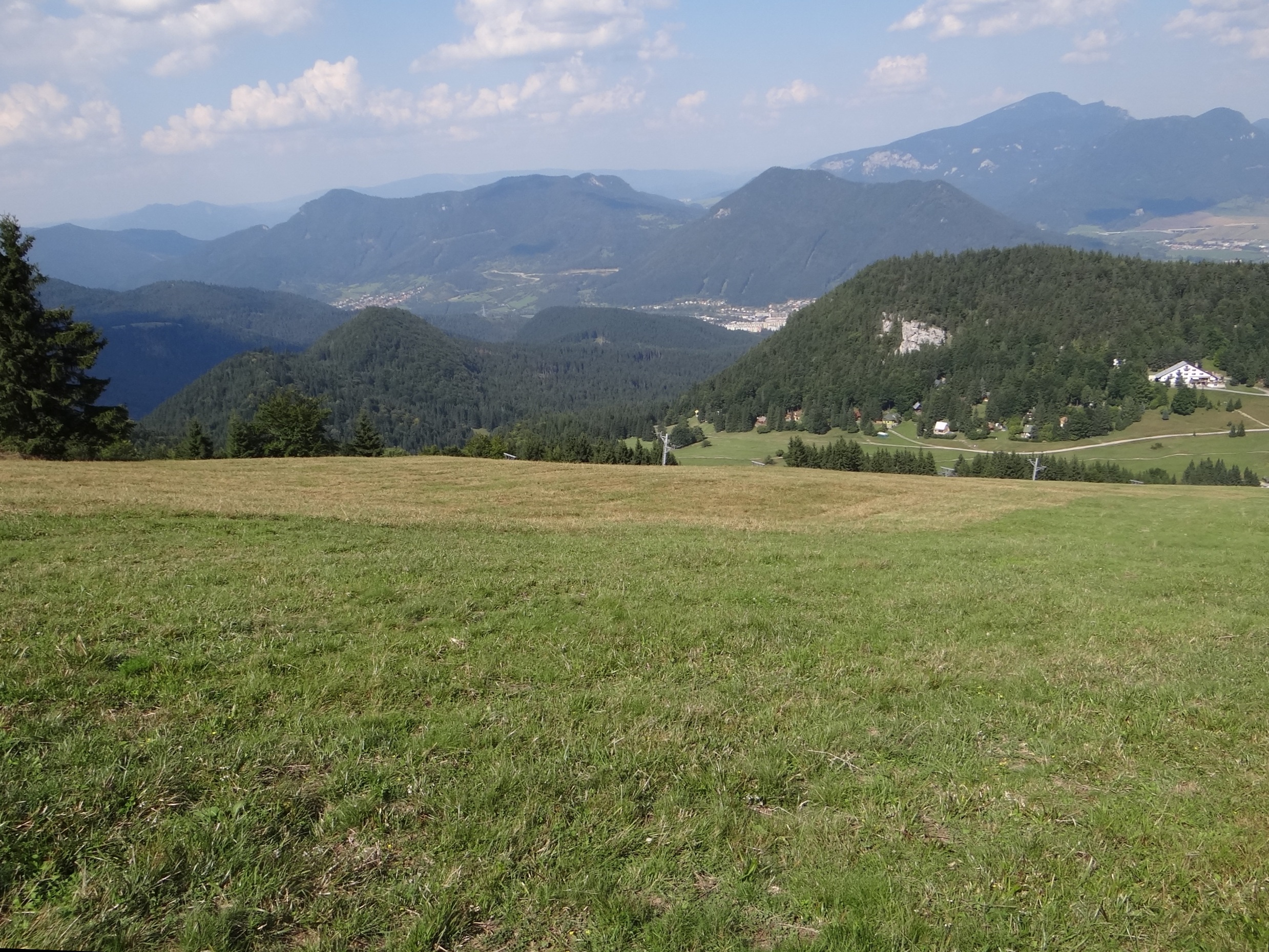
Widok w kierunku północnym; na ostatnim planie Wielki Chocz
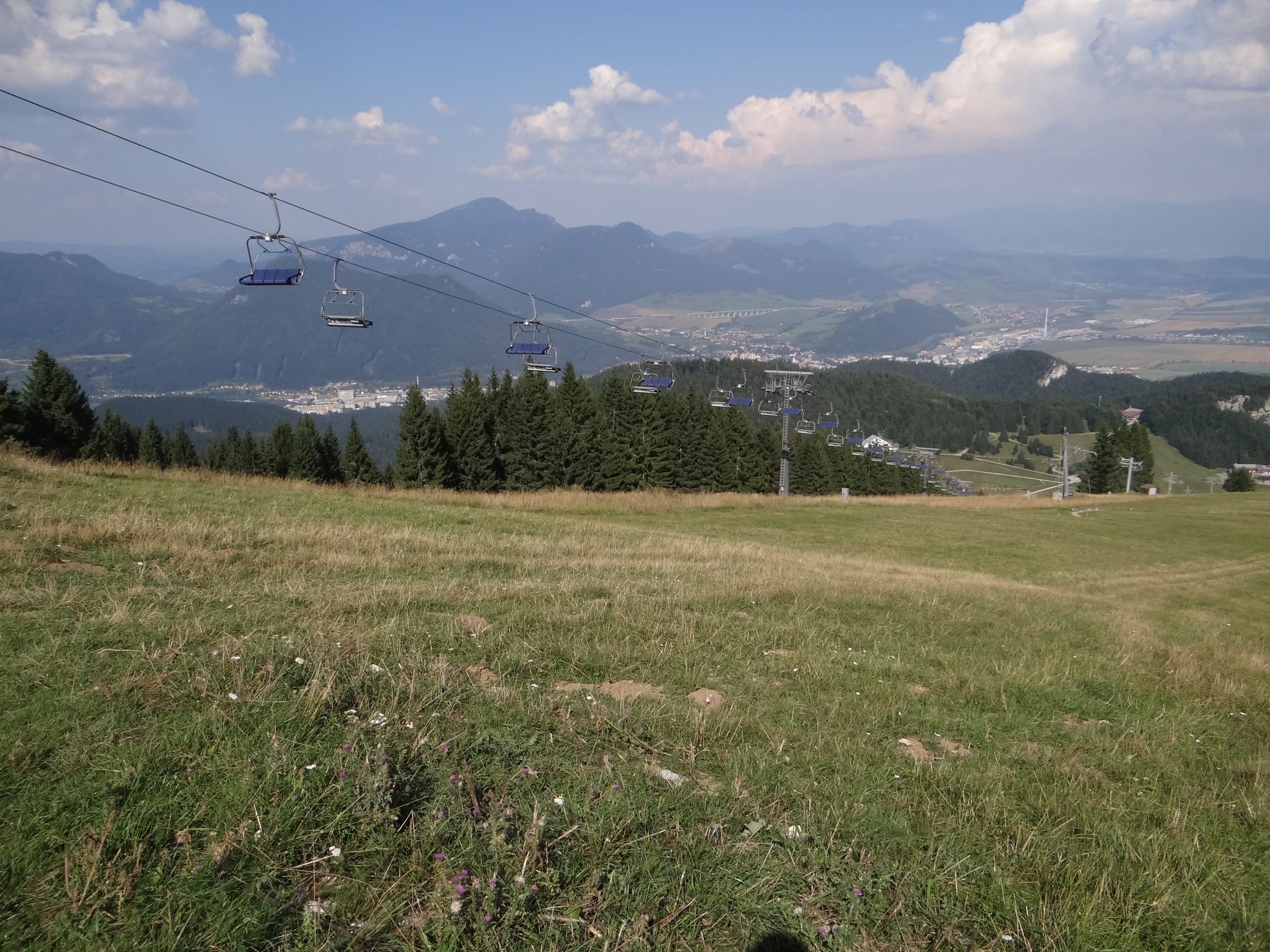
Widok w kierunku północnym; na ostatnim planie w centrum masyw Wiekiego Chocza

## Szlaki turystyczne
Čutkovská dolina – chata pod Kozím – Vtáčnik – Pod Vtáčnikom – Malinné – hotel „Malina". Odległość 9,5 km, suma podejść 950 m, suma zejść 300 m, czas przejścia 3,10 h (z powrotem 2,55 h)
  hotel „Malina" – Vlkolínské ľuky, rozdroże. Odległość 0,9 km, suma zejść 105 m, czas przejścia 15 min (z powrotem 20 min)
  Kalvária (Rużomberk) – Hrabovská dolina – Vlkolínské ľuky. Odległość 3,4 km, suma podejść 280 m, suma zejść 65 m, czas przejścia 1,10 h (z powrotem 55 min)
  Vlkolínské ľuky, rozdroże – Sidorovo. Odległość 1,1 km, suma zejść 280 m, suma podejść 275 m, czas przejścia 50 min (z powrotem 30 min)